# Róssoix (Bélgorod)
|  | Per a altres significats, vegeu «Róssoix». |

Róssoix - Россошь (rus) - és un poble (un khútor) de l'óblast de Bélgorod, a Rússia. El 2021 tenia 41 habitants. Pertany al districte (raion) de Véidelevka.